# USS Stout (DDG-55)

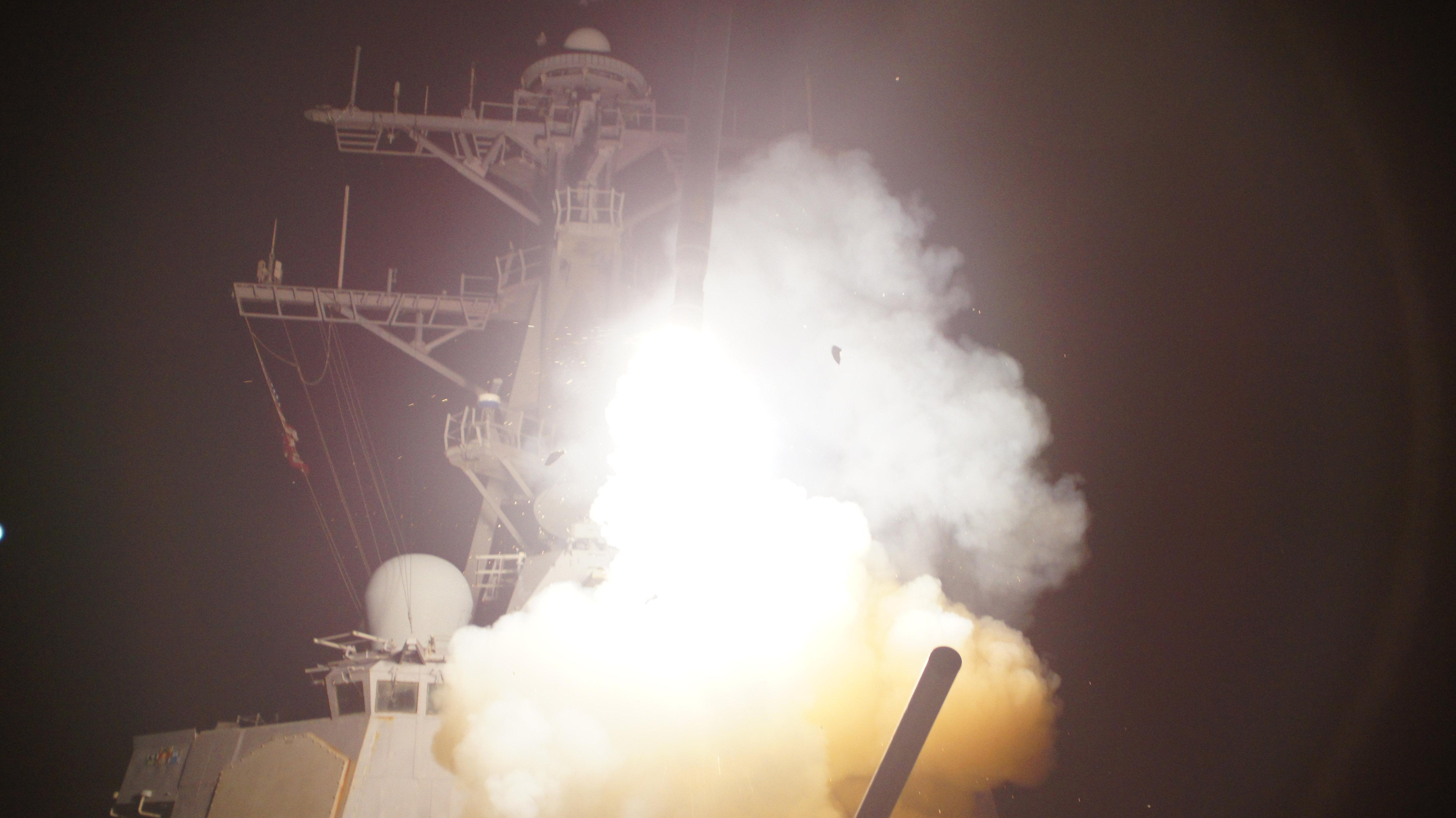
O Stout disparando um míssil Tomahawk contra a Líbia durante a intervenção estrangeira na guerra civil que ocorreu naquele país.

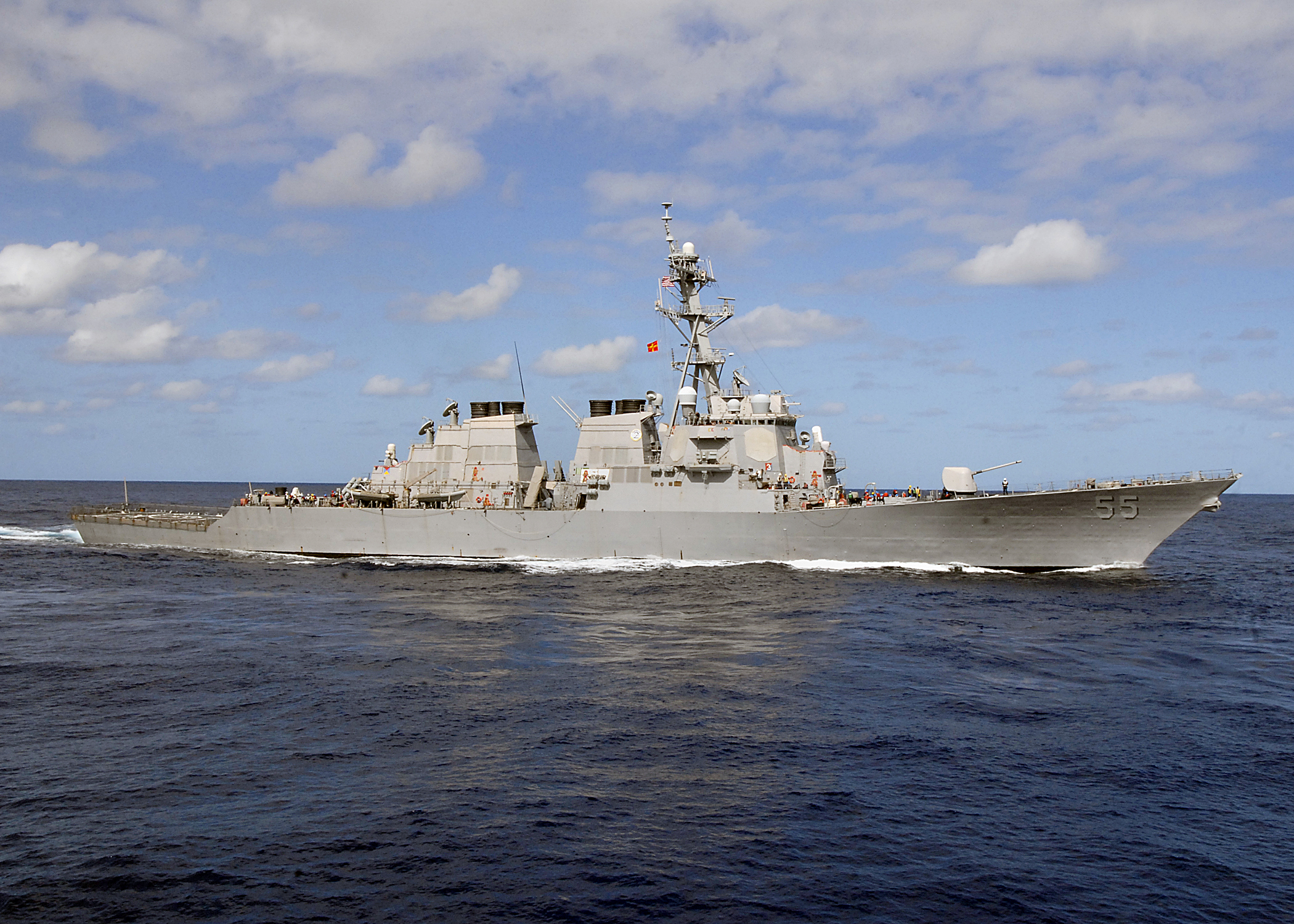
O USS Stout navegando em alto mar em 2010.

O USS Stout é um destroyer da classe Arleigh Burke pertencente a Marinha de Guerra dos Estados Unidos. Desde 2011, integra a 6ª Frota. Seu histórico operacional incluem missões no mar Negro e no mar Mediterrâneo.
Em 19 de março de 2011, junto com um pequeno grupo de navios de batalha da marinha americana, participou da chamada Operação Amanhecer da Odisseia, disparando vários mísseis Tomahawk contra tropas do exército líbio.